# Lazec, Cerkno
Lazec je naselje v Občini Cerkno.